# Explosion d'un camion-citerne à Majiya
L'explosion d'un camion-citerne à Majiya survient le 15 octobre 2024 lorsqu'un camion-citerne contenant de l'essence explose à Majiya, dans l'État de Jigawa, au Nigeria, tuant au moins 153 personnes et en blessant plus de 100 autres,,.

## Explosion
Le camion-citerne en cause vient de l'État voisin de Kano et a parcouru environ 110 kilomètres. Alors qu'il circule sur une autoroute près de la ville de Majiya, dans l'État de Jigawa, au nord du Nigeria, le camion-citerne se renverse alors qu'il essaye d'éviter de percuter un camion, provoquant un déversement d'essence sur la route. De nombreux villageois se rendent sur les lieux et essayent de ramasser l'essence renversée. Quelques minutes plus tard, un incendie se déclare suivit d'une explosion. Des images vidéo montrent un incendie massif s'étendant sur une grande zone pendant la nuit, avec des corps calcinés visibles. L'incendie fait toujours rage aux premières heures du 16 octobre.

## Conséquences
Haruna Mairiga, le chef de l'Agence de gestion des urgences de l'État de Jigawa, déclare qu'un enterrement collectif a eu lieu pour les morts. Le porte-parole de la police, Lawan Shiisu Adam, déclare qu'au moins 100 personnes, dont beaucoup grièvement, sont blessées par l'explosion et sont emmenées dans les hôpitaux des villes de Ringim et Hadejia. L'Association médicale nigériane exhorte les médecins à se rendre dans les centres d'urgence à proximité.

### Réactions
Le Sénat du Nigeria observe une minute de silence. Le vice-président Kashim Shettima demande une évaluation de la sécurité et déclare que le gouvernement fédéral enverra des ressources pour aider les personnes touchées.